# 乌尼古
乌尼古（匈牙利語：Unicum）是一款匈牙利出产的草药酒，常作为餐前酒和餐后酒饮用。是匈牙利最著名的品牌之一。

## 历史
根据制造商的说法，乌尼古酒的配方可以追溯到1790年。哈波斯堡皇帝约瑟夫二世在品尝了御医茨瓦克向他献上自制药酒后，大为赞赏，不禁称赞道举世无双（Das ist ein Unicum!）
茨瓦克家族于1840年成立茨瓦克公司，并于1883年正式注册了乌尼古酒。自那时起，就采用了大家熟悉的圆形玻璃瓶和白底红十字作为酒的标识。1890年，酒长得到的长足的进步，乌尼古酒的踪迹延伸到了多瑙河以外区域。茨瓦克公司迎来了历史上的黄金年代，他们有超过200款饮料在中欧地区销售，是当时最大的酒厂之一，并成为多个官方指定供应商。
1944年第二次世界大战期间，三颗炸弹击中了酒厂，造成了巨大的损失，随后德国人又放火烧掉了大片厂区。1948年厂房得到重建，但是该年秋天酒厂被国有化，但没有得到乌尼古酒的秘密配方。茨瓦克家族离开了匈牙利前往美国，同时将配方托付给一位意大利友人，开始在意大利生产乌尼古酒。同时匈牙利政府以乌尼古的品牌生成非原始配方的酒。
1970年Peter Zwack掌管意大利的茨瓦克公司，80年代迅速积累资本，并于1989年匈牙利共产党执政结束后重新买回了匈牙利茨瓦克公司，回到布达佩斯重新生产原汁原味的乌尼古酒。

## 生产
和欧洲许多历史悠久的酒一样，乌尼古酒的价值就在于它神秘的配方。超过40种草药在酒精中浸泡数周，保证酒水原液独特的风味，接着对原液进行蒸馏，并在橡木桶中陈酿长达6个月，最后装瓶。

## 饮用
乌尼古酒口味非常苦，且很干，作为餐前酒和餐后酒饮用能起到开胃消食的效果。
作为餐后酒饮用，则最好冷藏饮用，而作为餐前酒则可以在室温下饮用；想要细细品尝其风味，可以选择自然温度，而作为补酒，也可以加热饮用。乌尼古酒入口之后，其独特的味道会迅速在口中蔓延，那味道能保持很长时间，回味悠久。梅子和李子是配乌尼古酒最好的选择之一。
底厚柄短的小玻璃杯是饮用乌尼古酒的理想选择，白兰地杯也是被推荐用于饮用的款式。